# Henry J. Steiner
Henry J. Steiner (* 1930 in Mount Vernon) ist ein US-amerikanischer Rechtswissenschaftler.

## Leben
Er erwarb 1951 am Harvard College den B.A. (Moderne europäische Geschichte und Literatur), an der Harvard Graduate School of Arts and Sciences den M.A. 1955 (Internationale Angelegenheiten) und 1955 den LL.B. an der Harvard Law School. Er wurde 1962 Assistant Professor of Law, Harvard Law School und 1965 Professor of Law an der Harvard Law School.
Sein Forschungsschwerpunkt war internationales und transnationales Recht mit dem späteren Hauptschwerpunkt internationale Menschenrechte. Dazu gründete Steiner 1984 das Menschenrechtsprogramm der rechtswissenschaftlichen Fakultät und leitete dies als dessen Direktor zwei Jahrzehnte lang.

## Schriften (Auswahl)
- Moral argument and social vision in the courts. A study of tort accident law. Madison 1987, ISBN 0-299-11010-9.
- Diverse partners. Non-governmental organizations in the human rights movement. The report of a retreat of human rights activists. Cambridge 1991, ISBN 1-879875-00-4.
- mit Detlev F. Vagts und Harold Hongju Koh: Transnational legal problems. Materials and text. Westbury 1994, ISBN 1-56662-159-3.
- mit Philip Alston und Ryan Goodman: International human rights in context. Law, politics, morals. Text and materials. Oxford 2008, ISBN 0-19-927942-X.